# Schizaspidia caeruleiceps
Schizaspidia caeruleiceps är en stekelart som beskrevs av Peter Cameron 1909.
Schizaspidia caeruleiceps ingår i släktet Schizaspidia och familjen Eucharitidae. Inga underarter finns listade i Catalogue of Life.